# Teòfanes el Confessor
|  | Per a altres significats, vegeu «Teòfanes». |

Teòfanes el Confessor o Teòfanes Homologetes (grec antic: Θεοφάνης Ὁμολογητής) o Teòfanes Isàuric (llatí: Theophanes Isauricus o Isaacius) (Constantinoble, cap a 760 –Samotràcia, 12 de març, 817 o 818) va ser un aristòcrata, cronista i monjo asceta de l'Imperi Romà d'Orient. Historiador, va continuar l'obra de Jordi Sincel·le. És venerat com a sant per diverses confessions cristianes.

## Biografia
Teòfanes va néixer a Constantinoble cap al 760, al si d'una família acabalada i noble. El seu pare Isaac era prefecte dels aegeopelagitae, i la seva mare es deia Teòdota. Un temps després, a la mort del seu pare, va entrar com assistent a la cort de Constantí V Coprònim. Encara molt jove es va haver de casar amb la filla del patrici Lleó, però el mateix dia del matrimoni els dos contraents van convenir a no consumar el matrimoni.
A la mort de Lleó el 780 la noia es va retirar a un convent i el seu marit, que en els darrers anys havia exercit algun ofici públic, va passar al monestir a de Polychronium prop de Singriana, a la baixa Mísia. Va viure allí sis anys i després va tornar a la vora de Singriana, on va comprar unes terres a les quals va donar el nom simplement d'Ager (῎αγρος i va fundar un altre monestir del qual va esdevenir abat. El 787 va ser cridat al Segon Concili de Nicea, on va defensar vehementment el culte de les imatges (iconodulisme).
No torna a ser esmentat fins al 813 quan Lleó V l'Armeni, el va requerir a abandonar el culte de les imatges, i com que va refusar, tot i que estava molt malalt, fou empresonat al final de 815 (o començament del 816) i passats dos anys, fou desterrat a l'illa de Samotràcia on va morir als 23 dies d'arribar. Els seus partidaris li van donar el títol de Confessor i en van demanar la canonització.
La seva crònica, coneguda com a Cronografia, comença el 277 i abraça un període de 524 anys fins al 811; està arranjada en ordre cronològic per anys; l'original grec i una antiga traducció llatina s'han conservat. La Crònica de Teòfanes ha resultat útil per a confeccionar la història dels gitanos, que a l'obra reben el nom de tsigani.

## Veneració
És venerat com a sant el 12 de març per l'Església Catòlica, i el 25 de març per l'Església Ortodoxa i per les esglésies que encara utilitzen el calendari julià.